# اچ‌ان‌ال‌ام‌اس زیلاند (۱۸۹۷)
اچ‌ان‌ال‌ام‌اس زیلاند (۱۸۹۷) (به انگلیسی: HNLMS Zeeland (1897)) یک کشتی است که طول آن ۹۳٫۳ متر (۳۰۶ فوت ۱ اینچ) می‌باشد. این کشتی در سال ۱۸۹۷ ساخته شد.